# 卡萝尔·布朗
卡萝尔·布朗（英語：Carol Brown，1953年4月19日—），美国前女子赛艇运动员。她曾代表美国参加1976年夏季奥林匹克运动会赛艇比赛，获得女子八人单桨有舵手铜牌。